# Барадостская культура
Барадостская культура — археологическая культура раннего верхнего палеолита в регионе гор Загрос на границе Ирана и Ирака. Сменяет местный вариант мустьерской культуры. По данным радиоуглеродного анализа, её возраст — около 38 тыс. лет. Среди наиболее важных памятников — Шанидар (Ирак) и Варваси (Иран).
Отношения барадостской культуры с соседними культурами остаются неясными. Считается ранним вариантом ориньякской культуры. Была заменена зарзийской культурой, возможно, в связи с похолоданием во время последней фазы ледникового периода.
Яфте, Калдар и ещё четыре иранские пещеры, где были обнаружены артефакты барадостской культуры, в 2025 году пополнили список Всемирного наследия.